# La Vie et la Mort
 (janvier 2020).
Si vous disposez d'ouvrages ou d'articles de référence ou si vous connaissez des sites web de qualité traitant du thème abordé ici, merci de compléter l'article en donnant les références utiles à sa vérifiabilité et en les liant à la section « Notes et références ».
La Vie et la Mort est une huile sur toile de Gustav Klimt, pour laquelle il obtient un premier prix à l'exposition internationale de Rome en 1911.

## Description
- Si vous ne connaissez pas le sujet, laissez ce bandeau (vous pouvez alors contacter les auteurs).
- Si vous supprimez le contenu mis en cause (vous pouvez préalablement contacter les auteurs),

argumentez précisément cette suppression dans la page de discussion
(un manque de référence n'est pas un argument ; une recherche réelle de référence doit avoir été effectuée, être formellement documentée).
Le tableau représente une opposition entre la vie et la mort. Sur le côté gauche, la mort est représentée par un personnage constitué d'un crâne et de mains squelettiques sur un corps à la forme irrégulière et disproportionnée. Il porte un habit couvert de croix et tient un gourdin cabossé. Les couleurs de son vêtement sont sombres : du violet, du noir. Avec des yeux envieux, il regarde la vie, représentée par les personnages de droite. Ceux-ci, enlacés et nus, semblent se mélanger et leurs visages semblent heureux, voire extatiques. Les peaux des femmes sont pâles, contrairement à la peau de l'homme, plus foncée. À certains endroits les corps semblent distordus ou incomplets. Le fond du tableau est dans les tons bleu foncé, kaki, vert. Il fait ressortir le contraste entre les couleurs froides de la mort et les couleurs chaudes de la vie. La lumière semble provenir du côté droit du tableau, du côté de la vie. 

## Caractéristiques physiques
Ce tableau mesure 178 x 198 cm, il est exposé à Vienne au Leopold Museum en Autriche.

## Manifestation climatique
En Autriche, deux militants pour le climat ont jeté un liquide noir sur le tableau de Gustav Klimt, âgé de 107 ans, au Musée Léopold de Vienne, le mardi 15 novembre 2022, en signe de protestation. Peu de temps après l'action, les responsables du musée ont signalé que le tableau n'avait pas été endommagé grâce au verre de protection.